# Suzuki Akira (nhà hóa học)
Suzuki Akira (Nhật: 鈴木 章 Hepburn: Linh Mộc Chương, 12 tháng 9 năm 1930) là một nhà hóa học người Nhật Bản. Vào năm 1971, ông là người đầu tiên công bố phản ứng Suzuki - một phản ứng hữu cơ giữa một axit boroninc có chứa nhóm chức aryl hoặc vinyl với một halide chứa aryl hoặc vinyl trong môi trường xúc tác bởi phức chất paladi(0). Năm 2010, Suzuki cùng Richard Heck và Negishi Eiichi đoạt giải Nobel Hóa học cho những nghiên cứu về paladi(0) trong vai trò là chất xúc tác trong các phản ứng tổng hợp hữu cơ.

## Thời niên thiếu và học vấn
Suzuki sinh ngày 12 tháng 9 năm 1930 tại Mukawa, Hokkaidō. Cha ông qua đời khi ông còn học trung học. Suzuki theo học ngành hóa tại Đại học Hokkaido. Sau khi nhận bằng Tiến sĩ, ông ở lại giảng dạy và nghiên cứu tại trường. Thuở ban đầu, ông muốn theo đuổi ngành toán học vì môn học yêu thích của ông khi còn nhỏ là số học. Tuy nhiên, 2 cuốn sách về hóa học đã thúc đẩy Suzuki chuyển hướng để đi theo con đường tổng hợp hữu cơ. 2 cuốn sách này lần lượt là Sách giáo khoa Hóa học hữu cơ (tiếng Anh: Textbook of Organic Chemistry) do Louis Fieser từ Đại học Harvard biên soạn, và Hydroboration do Herbert C. Brown từ Đại học Purdue biên soạn.

## Sự nghiệp
Từ năm 1963 đến năm 1965, Suzuki làm nghiên cứu sinh sau tiến sĩ với Herbert C. Brown tại Đại học Purdue. Sau khi trở về Đại học Hokkaido, ông trở thành giáo sư chính thức tại ngôi trường này. Cùng với trợ lý Nori Miyaura, Suzuki đã dùng kinh nghiệm từ chương trình nghiên cứu sau tiến sĩ để tiến hành các phản ứng ghép cặp. Các thí nghiệm của cả hai đã giúp phản ứng ghép cặp Suzuki được công bố vào năm 1979. Các axit boronic hữu cơ chứa nhóm phức aryl hay vinyl trong phản ứng này ổn định trong môi trường nước và không khí. Ngoài ra, các axit này rất dễ để ứng dụng vì các điều kiện cần thiết để phản ứng xảy ra cũng tương đối nhẹ. Trong số các phản ứng ghép cặp, phản ứng Suzuki được đánh giá là dễ sử dụng.
Sau khi nghỉ hưu tại Đại học Hokkaido vào năm 1994, ông đã đảm nhận một số vị trí tại các trường đại học khác như: Đại học Khoa học Okayama (1994–1995) và Đại học Khoa học và Nghệ thuật Kurashiki (1995–2002). Ngoài ra, ông còn là giáo sư được mời tại Đại học Purdue (2001), Viện Hàn lâm Sinica và Đại học Quốc gia Đài Loan (2002).
Năm 2010, Suzuki cùng với Richard F. Heck và Ei-ichi Negishi đã được trao giải Nobel Hóa học.

Năm 2011, để kỷ niệm Năm quốc tế về Hóa học (tiếng Anh: International Year of Chemistry hay IYC), Suzuki đã được tạp chí UNESCO Courier phỏng vấn. Ông cho biết:
Today some people see chemistry just as a polluting industry, but that is a mistake ... Without it, productivity would drop and we could not enjoy the life we know today. If there is pollution, it is because we are releasing harmful substances. Obviously, we have to adapt treatment and management regimes and work to develop chemical substances and manufacturing processes that respect the environment.
Tạm dịch: 

Ngày nay, một số người coi hóa học chỉ là một ngành công nghiệp gây ô nhiễm, nhưng đó là một sai lầm... Nếu không có nó, năng suất sẽ giảm và chúng ta không thể tận hưởng cuộc sống như ngày nay. Nếu có ô nhiễm, đó là vì chúng ta đang thải ra các chất có hại. Rõ ràng, chúng ta phải điều chỉnh các chế độ xử lý và quản lý và nỗ lực phát triển các chất hóa học và quy trình sản xuất tôn trọng môi trường.
Năm 2014, một sinh viên người Canada gốc Hoa đã hỏi lời khuyên của Suzuki: "How can I become a great chemist like you? (tạm dịch: Làm thế nào để tôi có thể trở thành một nhà hóa học vĩ đại như ông?)", Suzuki đã trả lời sinh viên ấy: "... above all else, you must learn to see through the appearance to perceive the essence (tạm dịch: trên hết, bạn phải học cách nhìn thấu vẻ bề ngoài để nhận ra bản chất)".

## Phát minh không bằng sáng chế
Suzuki không đăng ký bằng sáng chế cho công nghệ phản ứng Suzuki do ông cho rằng nghiên cứu này được hỗ trợ bởi quỹ của chính phủ. Điều này đã giúp phản ứng ghép căp trở nên phổ biến hơn, và nhiều sản phẩm tạo ra nhờ công nghệ này đã được đưa vào sử dụng thực tế. Đến nay, có hơn 6.000 bài báo và bằng sáng chế liên quan đến phản ứng Suzuki. 

## Vinh danh
Tiểu hành tinh 87312 Akirasuzuki được đặt theo tên Giáo sư Suzuki.
- 1986 – Giải thưởng Weissberger-Williams Lectureship
- 1987 – Giải thưởng của Hiệp hội Hóa học Hàn Quốc
- 1989 – Giải thưởng của Hiệp hội Hóa học Nhật Bản
- 1995 – Giải thưởng DowElanco Lectureship
- 2000 – Giải thưởng H. C. Brown Lecture
- 2003 – Giải Viện Hàn lâm Nhật Bản
- 2009 – Huy chương vàng Paul Karrer
- 2009 – Thành viên đặc biệt của Hội Hóa học Hoàng gia (RSC)
- 2010 – Giải Nobel Hóa học
- 2010 – Huân chương Văn hóa
- 2010 – Nhân vật có công lao văn hóa
- 2011 – Thành viên của Viện Hàn lâm Nhật Bản
- 2011 – Được vinh danh trên tem do Cộng hòa Congo phát hành
- 2016 – Giáo sư danh dự, Đại học Quốc lập Thành công